# Шоэт (бронетранспортёр)
«Шоэт» (Shoet) — колёсная бронемашина, разработанная в конце 1970-х годов израильской фирмой «Нимда» на базе шасси 2,5-тонного армейского грузовика REO M-35. 
Бронемашина может использоваться для ведения разведки и патрулирования, в качестве бронетранспортёра, командно-штабной, санитарной и эвакуационной машины, а также в качестве шасси для 81-мм самоходного миномёта и 106-мм самоходного безоткатного орудия.
По состоянию на 2002 год, бронемашины «Шоэт» на вооружение ЦАХАЛ приняты не были и на экспорт не поставлялись.

## Конструкция

### Броневой корпус
Корпус бронемашины сварной, выполнен из стальных бронелистов толщиной 8 мм с бортов и 10 мм в лобовой части, толщина бронелистов днища корпуса 14 мм (для защиты экипажа при взрыве мины). 
В открытом сверху боевом отделении могут разместиться до 12 солдат.

### Вооружение
В целом, предусмотрена возможность установки на бронемашину одного 12,7-мм пулемёта и до четырех 7,62-мм пулемётов. Стандартным вооружением является один 12,7-мм пулемёт «браунинг» M2HB в передней части машины и один 7,62-мм пулемёт в кормовой части.

### Средства наблюдения и связи
Бронемашина оснащена прибором ночного видения и радиостанцией.

### Двигатель и ходовая часть
В передней части машины под бронированным капотом установлен шестицилиндровый дизельный двигатель водяного охлаждения «General Motors» V-53 мощностью 172 л.с. Трансмиссия гидромеханическая, коробка передач автоматическая Allison МТ-643, имеет четыре скорости для движения вперед и одну назад.

## см. также
- Rayo
- БТР-152